# Фурно (Лоара)
Фурно (фр. Fourneaux) насеље је и општина у источној Француској у региону Рона-Алпи, у департману Лоара која припада префектури Роан.
По подацима из 2011. године у општини је живело 627 становника, а густина насељености је износила 51,52 становника/km². Општина се простире на површини од 12,17 km². Налази се на средњој надморској висини од 530 метара (максималној 607 m, а минималној 416 m).

## Демографија
| 1962. | 1968. | 1975. | 1982. | 1990. | 1999. | 2011. |
| ----- | ----- | ----- | ----- | ----- | ----- | ----- |
| 524   | 565   | 508   | 490   | 528   | 548   | 627   |

График промене броја становника у току последњих година